# Ardisia brevipetiolata
Ardisia brevipetiolata är en viveväxtart som först beskrevs av Elmer Drew Merrill, och fick sitt nu gällande namn av Elmer Drew Merrill. Ardisia brevipetiolata ingår i släktet Ardisia och familjen viveväxter. Inga underarter finns listade i Catalogue of Life.